# 圣福蒂纳德
圣福蒂纳德（法語：Sainte-Fortunade，法語發音：[sɛ̃t fɔʁtynad]）是法国科雷兹省的一个市镇，属于蒂勒区。

## 地理
圣福蒂纳德（45°12'25"N, 1°46'16"E）面积38.31 平方千米，位于法国新阿基坦大区科雷兹省，该省份为法国中南部省份，北起上维埃纳省和克勒兹省，西接多爾多涅省，南至洛特省，东临多姆山省和康塔爾省。
与圣福蒂纳德接壤的市镇（或旧市镇、城区）包括：阿尔比萨克、贝纳、沙梅拉、勒沙斯唐、科尔尼勒、龙代勒河畔拉迪尼亚克、蒂勒、拉盖讷叙拉瓦卢兹、拉加尔德-马克拉图尔。

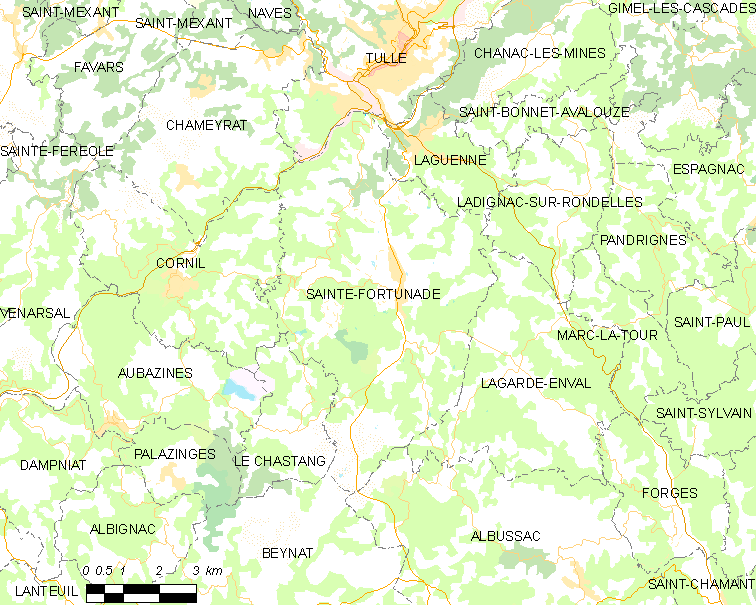
圣福蒂纳德的OSM定位图

圣福蒂纳德的时区为UTC+01:00、UTC+02:00（夏令时）。

## 行政
圣福蒂纳德的邮政编码为19490，INSEE市镇编码为19203。

## 政治
圣福蒂纳德所属的省级选区为圣福蒂纳德县。

## 人口

1962-2008年间圣福蒂纳德人口变化图示

圣福蒂纳德于2022年1月1日时的人口数量为1793人。